# Турруеля-да-Монгрі
Турруе́ля-да-Монгрі́ (кат. Torroella de Montgrí, вимова літературною каталанською [turuéʎə də mong'ri]) — муніципалітет, розташований в Автономній області Каталонія, в Іспанії. Код муніципалітету за номенклатурою Інституту статистики Каталонії — 171997. Знаходиться у районі (кумарці) Баш-Ампурда (коди району — 10 та BM) провінції Жирона, згідно з новою адміністративною реформою перебуватиме у складі Баґарії (округи) Жирона.

## Назва муніципалітету
Назва муніципалітету походить від лат. tŭrrĭcĕlla — «невелика вежа», слово montgrí означає «сіра гора».

## Населення
Населення міста (у 2007 р.) становить 10.924 особи (з них менше 14 років — 15,7 %, від 15 до 64 — 69,3 %, понад 65 років — 15 %). У 2006 р. народжуваність склала 111 осіб, смертність — 50 осіб, зареєстровано 32 шлюби. У 2001 р. активне населення становило 4.281 особа, з них безробітних — 491 особа.

Серед осіб, які проживали на території міста у 2001 р., 5.877 народилися в Каталонії (з них 4.094 особи у тому самому районі, або кумарці), 1.381 особа приїхала з інших областей Іспанії, а 986 осіб приїхало з-за кордону. 

Вищу освіту має 9,9 % усього населення. 

У 2001 р. нараховувалося 2.963 домогосподарства (з них 23,6 % складалися з однієї особи, 25 % з двох осіб,20,8 % з 3 осіб, 20,1 % з 4 осіб, 5,7 % з 5 осіб, 2,9 % з 6 осіб, 1,1 % з 7 осіб, 0,4 % з 8 осіб і 0,4 % з 9 і більше осіб).

Активне населення міста у 2001 р. працювало у таких сферах діяльності: у сільському господарстві — 5,8 %, у промисловості — 14,2 %, на будівництві — 15,3 % і у сфері обслуговування — 64,7 %. 

 У муніципалітеті або у власному районі (кумарці) працює 3.669 осіб, поза районом — 1.090 осіб.

### Доходи населення
У 2002 р. доходи населення розподілялися таким чином :
| \| Доходи населення за статтями доходів \| Доходи населення за статтями доходів \| Доходи населення за статтями доходів \| \| Рік \| 2002 р. \| 2001 р. \| \| ------------------------------------ \| ------------------------------------ \| ------------------------------------ \| \| Заробітна платня \| 52,4 % \| 50,7 % \| \| Доходи від ведення бізнесу \| 34,9 % \| 36,5 % \| \| Соціальна допомога \| 12,7 % \| 12,7 % \| |         |         |
| Доходи населення за статтями доходів |         |         |
| Рік | 2002 р. | 2001 р. |
| Заробітна платня | 52,4 %  | 50,7 %  |
| Доходи від ведення бізнесу | 34,9 %  | 36,5 %  |
| Соціальна допомога | 12,7 %  | 12,7 %  |

### Безробіття
У 2007 р. нараховувалося 366 безробітних (у 2006 р. — 460 безробітних), з них чоловіки становили 41,8 %, а жінки — 58,2 %.

## Економіка
У 1996 р. валовий внутрішній продукт розподілявся по сферах діяльності таким чином :
| \| Валовий внутрішній продукт \| Валовий внутрішній продукт \| Валовий внутрішній продукт \| \| Рік \| 1996 р. \| 1991 р. \| \| -------------------------- \| -------------------------- \| -------------------------- \| \| Сільське господарство \| 1,6 % \| 0 % \| \| Промисловість \| 10,1 % \| 0 % \| \| Будівництво \| 12,3 % \| 0 % \| \| Послуги \| 76 % \| 0 % \| |         |         |
| Валовий внутрішній продукт |         |         |
| Рік | 1996 р. | 1991 р. |
| Сільське господарство | 1,6 %   | 0 %     |
| Промисловість | 10,1 %  | 0 %     |
| Будівництво | 12,3 %  | 0 %     |
| Послуги | 76 %    | 0 %     |

### Підприємства міста

#### Промислові підприємства
| \| Промислові підприємства міста, за сферою діяльності \| Промислові підприємства міста, за сферою діяльності \| Промислові підприємства міста, за сферою діяльності \| \| Рік \| 2002 р. \| 2001 р. \| \| --------------------------------------------------- \| --------------------------------------------------- \| --------------------------------------------------- \| \| Енергетичні та водні ресурси \| 3,5 % \| 3,5 % \| \| Хімія та метали \| 12,3 % \| 12,3 % \| \| Переробка металів \| 31,6 % \| 29,8 % \| \| Продукти харчування \| 14 % \| 15,8 % \| \| Текстиль \| 5,3 % \| 5,3 % \| \| Виробництво меблів, видання \| 26,3 % \| 24,6 % \| \| Інше \| 7 % \| 8,8 % \| \| Усього підприємств \| 57 \| 57 \| |         |         |
| Промислові підприємства міста, за сферою діяльності |         |         |
| Рік | 2002 р. | 2001 р. |
| Енергетичні та водні ресурси | 3,5 %   | 3,5 %   |
| Хімія та метали | 12,3 %  | 12,3 %  |
| Переробка металів | 31,6 %  | 29,8 %  |
| Продукти харчування | 14 %    | 15,8 %  |
| Текстиль | 5,3 %   | 5,3 %   |
| Виробництво меблів, видання | 26,3 %  | 24,6 %  |
| Інше | 7 %     | 8,8 %   |
| Усього підприємств | 57      | 57      |

#### Роздрібна торгівля
| \| Підприємства роздрібної торгівлі міста, за сферою діяльності \| Підприємства роздрібної торгівлі міста, за сферою діяльності \| Підприємства роздрібної торгівлі міста, за сферою діяльності \| \| Рік \| 2002 р. \| 2001 р. \| \| ------------------------------------------------------------ \| ------------------------------------------------------------ \| ------------------------------------------------------------ \| \| Продукти харчування \| 28,5 % \| 31,5 % \| \| Одяг та взуття \| 19,4 % \| 18,1 % \| \| Товари для дому \| 13 % \| 12,2 % \| \| Книги та періодичні видання \| 1,6 % \| 2,1 % \| \| Промислова хімічна продукція \| 8,7 % \| 8,4 % \| \| Продукція, пов'язана з транспортними засобами \| 6,3 % \| 6,7 % \| \| Інше \| 22,5 % \| 21 % \| \| Усього підприємств \| 253 \| 238 \| |         |         |
| Підприємства роздрібної торгівлі міста, за сферою діяльності |         |         |
| Рік | 2002 р. | 2001 р. |
| Продукти харчування | 28,5 %  | 31,5 %  |
| Одяг та взуття | 19,4 %  | 18,1 %  |
| Товари для дому | 13 %    | 12,2 %  |
| Книги та періодичні видання | 1,6 %   | 2,1 %   |
| Промислова хімічна продукція | 8,7 %   | 8,4 %   |
| Продукція, пов'язана з транспортними засобами | 6,3 %   | 6,7 %   |
| Інше | 22,5 %  | 21 %    |
| Усього підприємств | 253     | 238     |

#### Сфера послуг
| \| Підприємства міста, що працюють у сфері послуг, за діяльністю \| Підприємства міста, що працюють у сфері послуг, за діяльністю \| Підприємства міста, що працюють у сфері послуг, за діяльністю \| \| Рік \| 2002 р. \| 2001 р. \| \| ------------------------------------------------------------- \| ------------------------------------------------------------- \| ------------------------------------------------------------- \| \| Гуртова торгівля \| 6,5 % \| 6,5 % \| \| Готелі та готельний бізнес \| 34,1 % \| 34,9 % \| \| Транспорт та зв'язок \| 10 % \| 11,1 % \| \| Посередницькі фінансові послуги \| 4,9 % \| 5 % \| \| Послуги підприємствам \| 4,4 % \| 4,4 % \| \| Послуги фізичним особам \| 26 % \| 25,1 % \| \| Нерухомість та ін. \| 14,2 % \| 13,1 % \| \| Усього підприємств \| 551 \| 542 \| |         |         |
| Підприємства міста, що працюють у сфері послуг, за діяльністю |         |         |
| Рік | 2002 р. | 2001 р. |
| Гуртова торгівля | 6,5 %   | 6,5 %   |
| Готелі та готельний бізнес | 34,1 %  | 34,9 %  |
| Транспорт та зв'язок | 10 %    | 11,1 %  |
| Посередницькі фінансові послуги | 4,9 %   | 5 %     |
| Послуги підприємствам | 4,4 %   | 4,4 %   |
| Послуги фізичним особам | 26 %    | 25,1 %  |
| Нерухомість та ін. | 14,2 %  | 13,1 %  |
| Усього підприємств | 551     | 542     |

## Житловий фонд
У 2001 р. 5,5 % усіх родин (домогосподарств) мали житло метражем до 59 м2, 25,6 % — від 60 до 89 м2, 40,6 % — від 90 до 119 м2 і
28,3 % — понад 120 м2.

З усіх будівель у 2001 р. 26,6 % було одноповерховими, 51,9 % — двоповерховими, 14,5 % — триповерховими, 5,3 % — чотириповерховими, 1,1 % — п'ятиповерховими, 0,2 % — шестиповерховими,
0,4 % — семиповерховими, 0,1 % — з вісьмома та більше поверхами.

## Автопарк
| \| Автомобілі, зареєстровані у місті, за призначенням \| Автомобілі, зареєстровані у місті, за призначенням \| Автомобілі, зареєстровані у місті, за призначенням \| \| Рік \| 2006 р. \| 2005 р. \| \| -------------------------------------------------- \| -------------------------------------------------- \| -------------------------------------------------- \| \| Приватні автомобілі \| 63,9 % \| 64,5 % \| \| Мотоцикли \| 10,1 % \| 9,7 % \| \| Вантажівки \| 22,8 % \| 22,7 % \| \| Трактори \| 0,4 % \| 0,5 % \| \| Автобуси та ін. \| 2,8 % \| 2,7 % \| \| Усього автомобілів \| 8.696 шт. \| 8.342 шт. \| |           |           |
| Автомобілі, зареєстровані у місті, за призначенням |           |           |
| Рік | 2006 р.   | 2005 р.   |
| Приватні автомобілі | 63,9 %    | 64,5 %    |
| Мотоцикли | 10,1 %    | 9,7 %     |
| Вантажівки | 22,8 %    | 22,7 %    |
| Трактори | 0,4 %     | 0,5 %     |
| Автобуси та ін. | 2,8 %     | 2,7 %     |
| Усього автомобілів | 8.696 шт. | 8.342 шт. |

## Вживання каталанської мови
У 2001 р. каталанську мову у місті розуміли 93,9 % усього населення (у 1996 р. — 95,8 %), вміли говорити нею 81,5 % (у 1996 р. — 85,4 %), вміли читати 79,7 % (у 1996 р. — 83 %), вміли писати 58,1 % (у 1996 р. — 60,3 %). Не розуміли каталанської мови 6,1 %.

## Політичні уподобання
У виборах до Парламенту Каталонії у 2006 р. взяло участь 3.773 особи (у 2003 р. — 4.148 осіб). Голоси за політичні сили розподілилися таким чином:
| \| Вибори до Парламенту Каталонії \| Вибори до Парламенту Каталонії \| Вибори до Парламенту Каталонії \| \| Рік \| 2006 р. \| 2003 р. \| \| -------------------------------------- \| ------------------------------ \| ------------------------------ \| \| Конвергенція та Єднання (CiU) \| 38,4 % \| 41,1 % \| \| Соціалістична партія Каталонії (PSC) \| 19,2 % \| 20,1 % \| \| Народна партія (PP) \| 7 % \| 7,8 % \| \| Ініціатива за Каталонію — Зелені (ICV) \| 8,2 % \| 5,4 % \| \| Республіканська лівиця Каталонії (ERC) \| 23,7 % \| 24,4 % \| \| Громадяни — Громадянська партія (C's) \| 0,7 % \| 0 % \| \| Інші \| 2,9 % \| 1,2 % \| |         |         |
| Вибори до Парламенту Каталонії |         |         |
| Рік | 2006 р. | 2003 р. |
| Конвергенція та Єднання (CiU) | 38,4 %  | 41,1 %  |
| Соціалістична партія Каталонії (PSC) | 19,2 %  | 20,1 %  |
| Народна партія (PP) | 7 %     | 7,8 %   |
| Ініціатива за Каталонію — Зелені (ICV) | 8,2 %   | 5,4 %   |
| Республіканська лівиця Каталонії (ERC) | 23,7 %  | 24,4 %  |
| Громадяни — Громадянська партія (C's) | 0,7 %   | 0 %     |
| Інші | 2,9 %   | 1,2 %   |

У муніципальних виборах у 2007 р. взяло участь 4.490 осіб (у 2003 р. — 4.375 осіб). Голоси за політичні сили розподілилися таким чином:
| \| Муніципальні вибори \| Муніципальні вибори \| Муніципальні вибори \| \| Рік \| 2007 р. \| 2003 р. \| \| -------------------------------------- \| ------------------- \| ------------------- \| \| Конвергенція та Єднання (CiU) \| 33 % \| 35 % \| \| Соціалістична партія Каталонії (PSC) \| 32,6 % \| 34,2 % \| \| Народна партія (PP) \| 3,2 % \| 2,6 % \| \| Ініціатива за Каталонію — Зелені (ICV) \| 0 % \| 0 % \| \| Республіканська лівиця Каталонії (ERC) \| 16,8 % \| 14,1 % \| \| Громадяни — Громадянська партія (C's) \| 0 % \| 0 % \| \| Інші \| 14,4 % \| 14,1 % \| |         |         |
| Муніципальні вибори |         |         |
| Рік | 2007 р. | 2003 р. |
| Конвергенція та Єднання (CiU) | 33 %    | 35 %    |
| Соціалістична партія Каталонії (PSC) | 32,6 %  | 34,2 %  |
| Народна партія (PP) | 3,2 %   | 2,6 %   |
| Ініціатива за Каталонію — Зелені (ICV) | 0 %     | 0 %     |
| Республіканська лівиця Каталонії (ERC) | 16,8 %  | 14,1 %  |
| Громадяни — Громадянська партія (C's) | 0 %     | 0 %     |
| Інші | 14,4 %  | 14,1 %  |